# Georg Fient

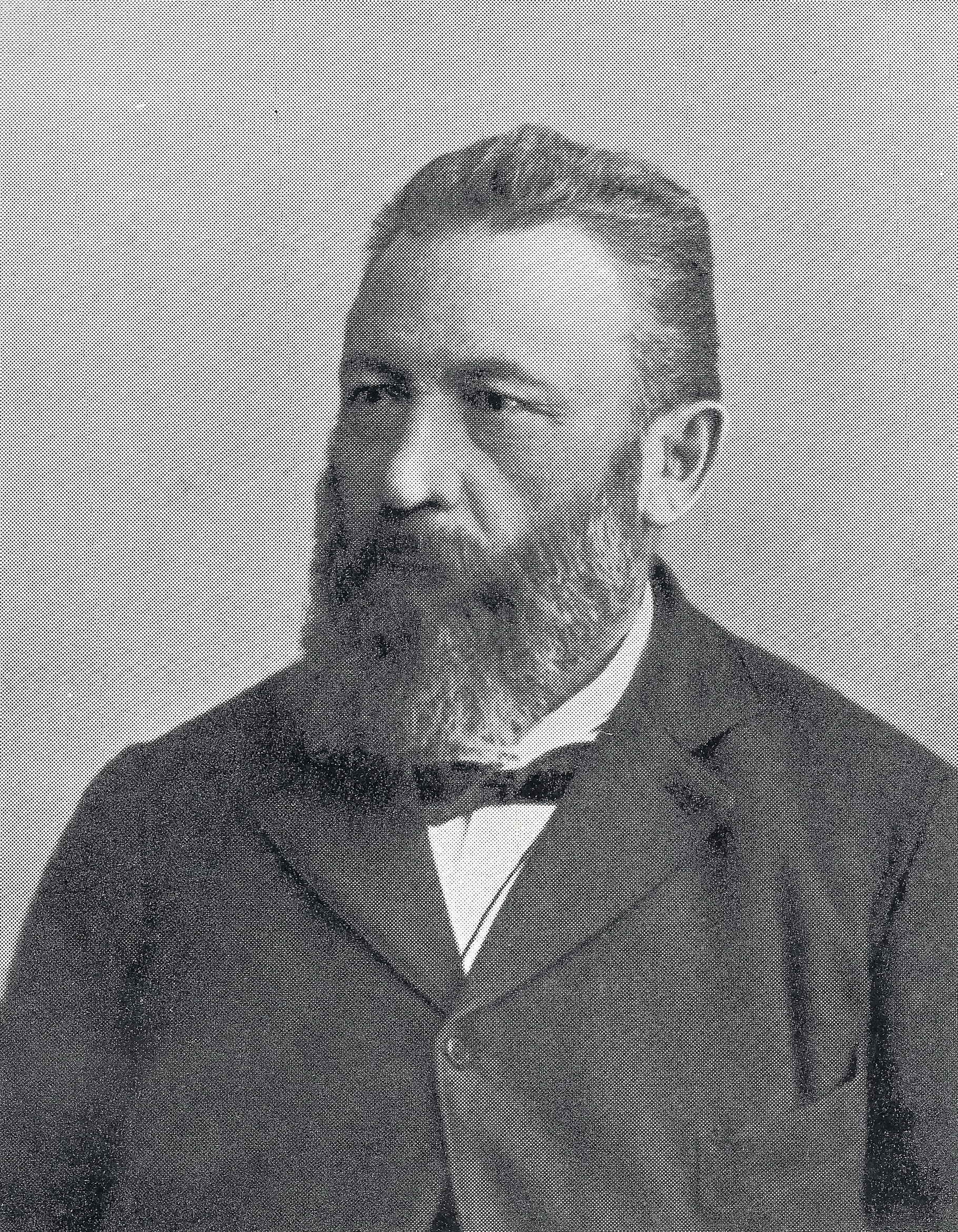
Georg Fient

Georg Fient ([fiənt]; * 30. April 1845 in Castanna, Pany, Gemeinde Luzein; † 5. September 1915 in Chur) war ein Schweizer Lehrer, Beamter, Zeitungsredaktor und Volksschriftsteller, dessen humorvolle, in Prättigauer Mundart verfasste Geschichten ganze Generationen Bündner Dialektschriftsteller prägten.

## Leben
Fient wuchs seinem Geburtsort Pany auf. 1866 schloss er die Ausbildung im Bündner Lehrerseminar in Chur ab und unterrichtete anschliessend in Trins, Dalvazza (Gemeinde Küblis), an der Musterschule in Chur und in Eichberg. Nach Aufenthalten in der französischen und italienischen Schweiz liess er sich dauernd in Chur nieder und arbeitete ab 1881 ein Jahrzehnt als Regierungssekretär und von 1891 bis 1912 als Kanzleidirektor. Mehrere Jahre lehrte er am Plantahof Gesetzes- und Verwaltungskunde, und sein im Auftrag der Regierung verfasster Wegweiser zur Einführung in Verfassungs- und Verwaltungskunde (1900) fand viel Anerkennung.
Zeit seines Lebens war Fient schreibend tätig. Er wirkte nebenberuflich als Redaktor erst beim Bündner Volksblatt, dann bei der neu gegründeten Prättigauer Zeitung und schliesslich beim Generalanzeiger. In diesen und andern Blättern sowie in Form von selbständigen Publikationen veröffentlichte er zahlreiche volkstümliche Aufsätze, Betrachtungen, Geschichten und Reiseschilderungen.
Verheiratet war Fient erst mit Annette Roffler von Luzein und nach deren frühem Hinschied mit Margret Badrutt von St. Peter. Er war Vater zweier Stieftöchter und dreier eigener Kinder.

## Schaffen
Viel Erfolg fand Fients Buch Das Prättigau, ein Beitrag zur Landes- und Volkskunde (1896). Noch besser kamen seine in höchstalemannischer Mundart verfassten Geschichten an: 1884 und 1886 erschien in den von Otto Sutermeister herausgegebenen Heften Schwizer-Dütsch die Geschichte über die Chöpflerboda-Risa und 1886 im Bündner Volksblatt die Geschichte vom Studafriedli uf’m St. Galler Sengerfest. 1898 wurden diese und weitere Erzählungen im Sammelband Lustig G’schichtenä veröffentlicht, der zahlreiche Neuauflagen (später unter dem Titel Heimatluft) erlebte.

«Die Erfahrungen und Abenteuer Studa-Friedlis, die grotesken Parodien und Travestien Schillerscher Balladen und geschichtlicher Stücke, die Gespenster- und Spukgeschichten, Schwänke, Schnurren und Einfälle dieses Büchleins lassen den Verfasser als einen wahren Hexenmeister im Erzählen erkennen.»

Anders als die Schaffungen seines Zeitgenossen Michael Kuoni finden Fients Lustig G’schichtenä noch heute ihre Leserschaft. Seine Art zu schreiben hat zahlreiche spätere Mundartautoren beeinflusst wie zum Beispiel den ebenfalls sehr erfolgreichen Hans Valär.
Fient war auch Korrespondent des Schweizerischen Idiotikons.

## Werke (Auswahl)
- Das Prättigau. Ein Beitrag zur Landes- und Volkskunde von Graubünden. Selbstverlag des Verfassers, Chur 1896; 2. Auflage unter dem Titel Das Prättigau. Ein Beitrag zur schweizer. Landes- und Volkskunde von Graubünden, Schuler, Chur 1896.
- Wegweiser zur Einführung in Verfassungs- und Verwaltungskunde. Im Auftrag des hochlöblichen Kleinen Rates des Kantons Graubünden. 1. Aufl. Chur 1900, 2., umgearbeitete Aufl. Chur 1909.
- Lustig G’schichtenä. Prättigauer Dialekt. Sprecher & Valer, Chur 1898; 2. Auflage 1910, 3. Auflage 1925.
- Winter- und Frühlingsblumen (= Gesammelte Schriften. Folge 1). Richter, Davos 1901.
- Ernstes und Heiteres  (= Gesammelte Schriften. Folge 2). Schiers, Davos 1901.
- Hemd und Hosa. Kulturskizze in Prättigauer Mundart. In: Schweizerisches Archiv für Volkskunde. 6, 1902, S. 81–92.

Jüngere Editionen:
- Heimatluft. Prättigauer Art und Unart. Aus den Schriften von Georg Fient. Buchdruckerei Schiers, Schiers 1951; 2. Auflage 1954; 4. Auflage 1975.
- Schiller im Prättigau. CD und Begleitheft, Edition Daniel Leber, 2007. Mit den Beiträgen Di Bürgschaft und Dr Taucher aus Luschtig Gschichtenä, gelesen von Heini Fümm.
- Läsiblüescht. Prättigauer und Davoser Dialekttexte aus 159 Jahren. Hrsg. von der Walservereinigung Graubünden. o. O. 2017. Mit acht Erzählungen aus Luschtig Gschichtenä (S. 33–51).